# Bielowicko
Bielowicko (ursprünglich Bielewicko; deutsch Bielowitzko oder Bilowitzko, tschechisch Bělovicko) ist eine Ortschaft mit einem Schulzenamt der Gemeinde Jasienica im Powiat Bielski der Woiwodschaft Schlesien, Polen.

## Geographie
Bielowicko liegt im Schlesischen Vorgebirge (Pogórze Śląskie) etwa 10 Kilometer westlich von Bielsko-Biała und 50 Kilometer südlich von Katowice im Powiat (Kreis) Bielsko-Biała.
Das Dorf hat eine Fläche von 311,6 Hektar.
Nachbarorte sind Wieszczęta im Norden, Łazy im Osten, Grodziec im Süden, Pogórze im Südwesten, Kowale im Westen.

## Geschichte
Bielowicko ist eines der ältesten Dörfer im Olsagebiet (auch Teschener Schlesien, polnisch Śląsk Cieszyński). Der Ort wurde am 23. Mai 1223 in einer Urkunde des Breslauer Bischofs Lorenz erstmals urkundlich als Beleuisco (Beloviezo?) erwähnt, als Dorf, das den Zehnten der Prämonstratenserinnen in Rybnik bezahlen sollte.
Politisch gehörte das Dorf ursprünglich in der Zeit des polnischen Partikularismus zum Herzogtum Oppeln-Ratibor (Teschener Kastellanei). Das Herzogtum wurde 1281 nach dem Tod von Wladislaus I. von Oppeln geteilt. Endgültig (1290) gehörte das Dorf zum Herzogtum Teschen. Seit 1327 bestand die Lehnsherrschaft des Königreichs Böhmen und seit 1526 gehörte es zur Habsburgermonarchie.
Nach der Aufhebung der Patrimonialherrschaften war es ab 1850 eine Gemeinde in Österreichisch-Schlesien, Bezirk Bielitz und Gerichtsbezirk Skotschau. In den Jahren 1880 bis 1910 stieg die Einwohnerzahl von 235 im Jahr 1880 auf 283 im Jahr 1910 an, es waren überwiegend polnischsprachige (zwischen 98,7 % und 100 %) und römisch-katholisch (99 % im Jahre 1910).
1920, nach dem Zusammenbruch der k.u.k. Monarchie und dem Ende des Polnisch-Tschechoslowakischen Grenzkriegs, kam Bielowicko zu Polen. Unterbrochen wurde dies nur durch die Besetzung Polens durch die Wehrmacht im Zweiten Weltkrieg.
Von 1975 bis 1998 gehörte Bielowicko zur Woiwodschaft Bielsko-Biała.

## Sehenswürdigkeiten
- Die Katholische Pfarrkirche St. Laurentius (Kościół św. Wawrzyńca) wurde 1701 anstelle eine älteren Steingebäudes aus Schrotholz errichtet und bislang viermal renoviert. Hinter dem klassizistischen Hauptaltar aus dem 19. Jahrhundert ist ein Gemälde des heiligen Laurentius aus der gleichen Zeit. Die Barockkanzel von mutmaßlich 1701 ist mit Akanthus und Figuren von Gottvater, den Evangelisten und Erzengel Michael geschmückt.[9]

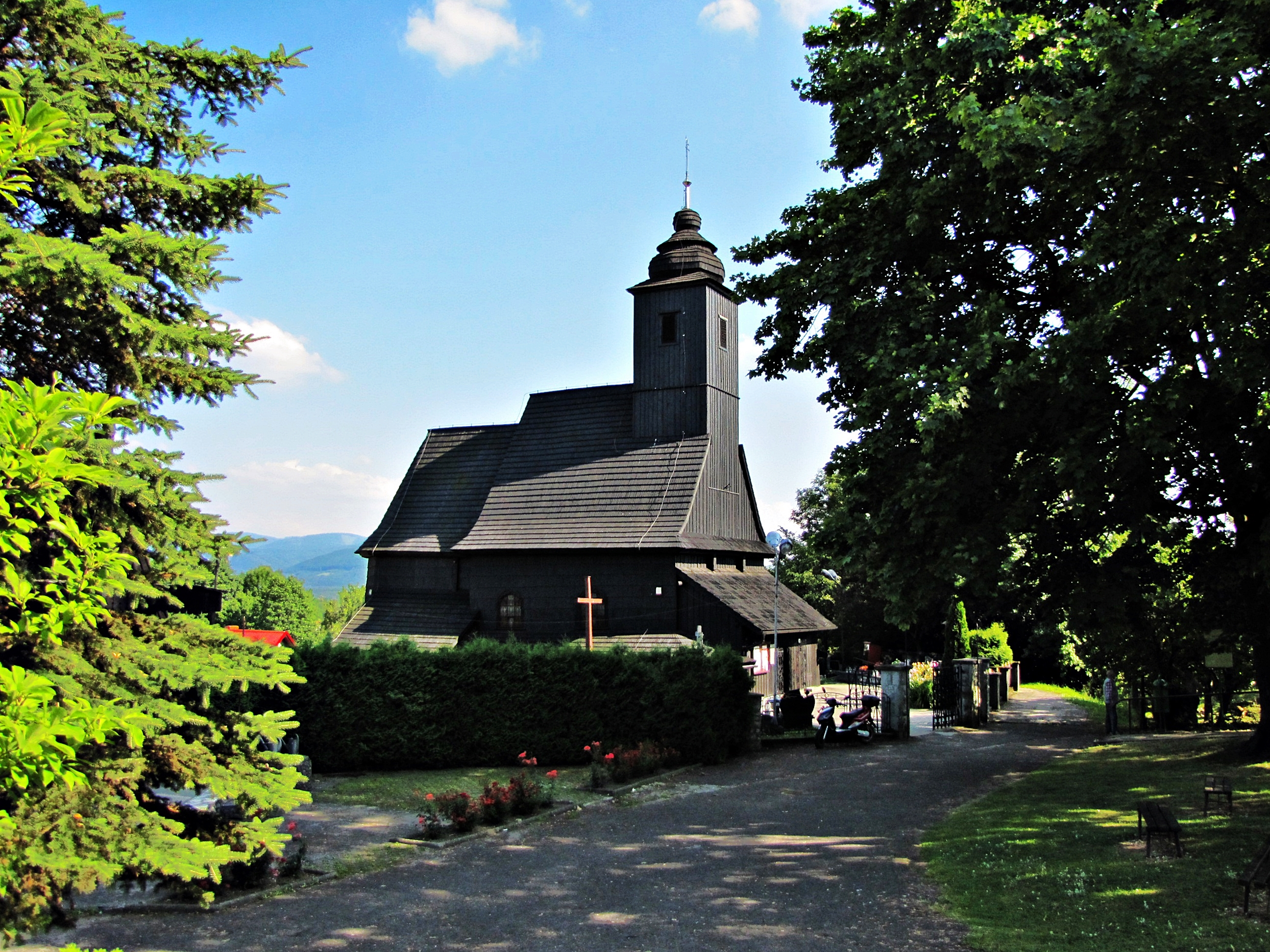
Laurentiuskirche
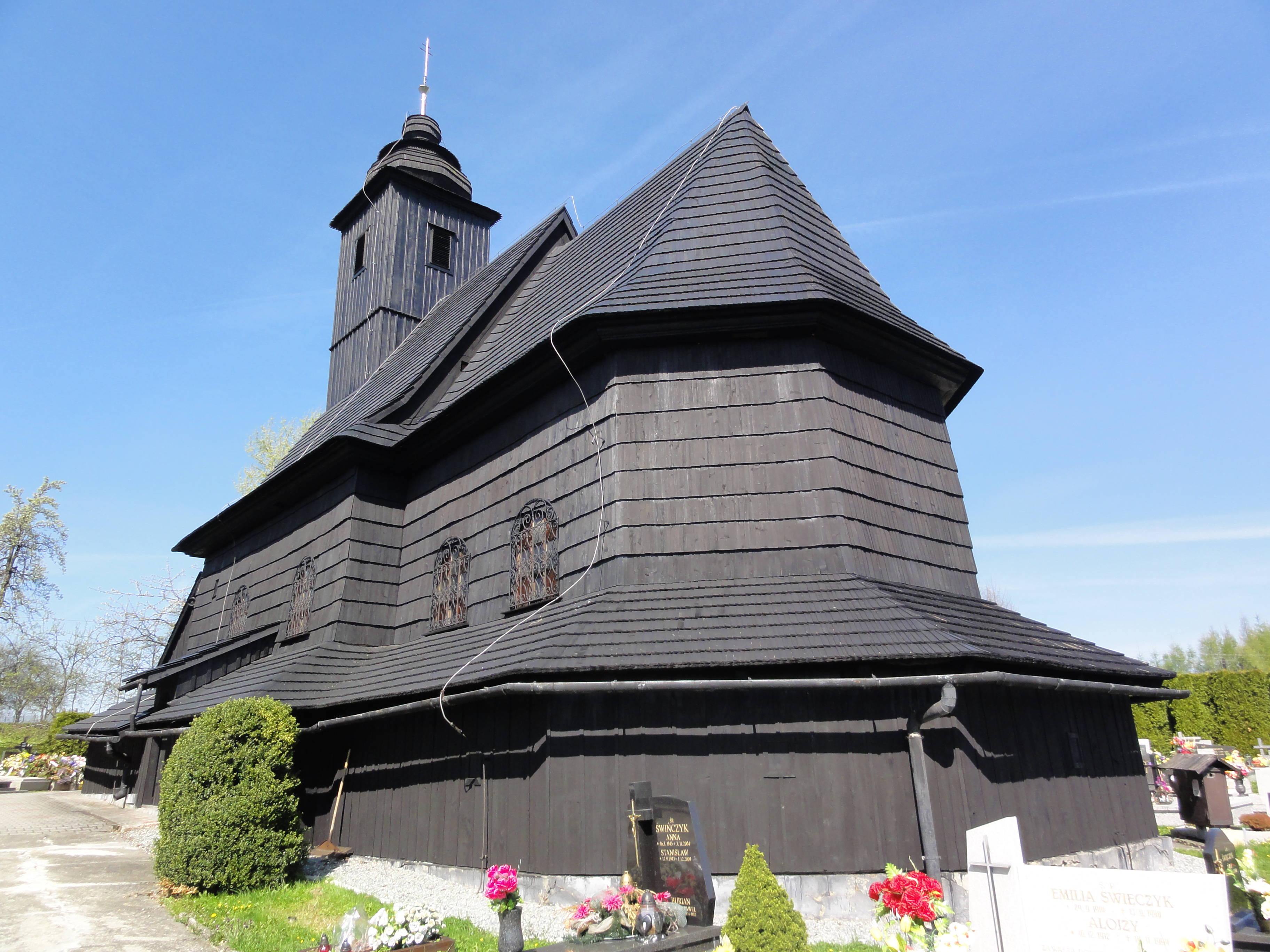
Rückseite der Laurentiuskirche
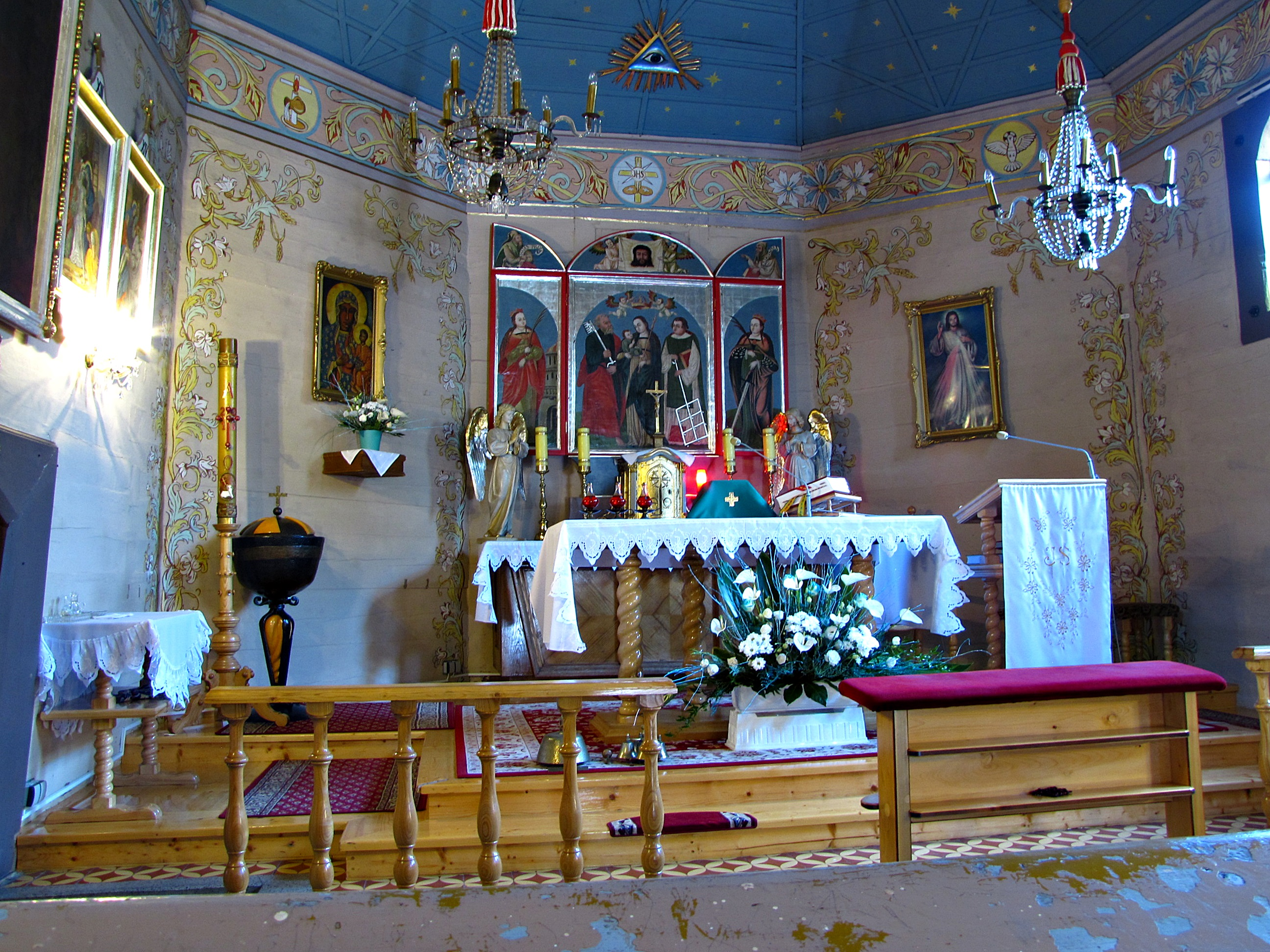
Hauptaltar
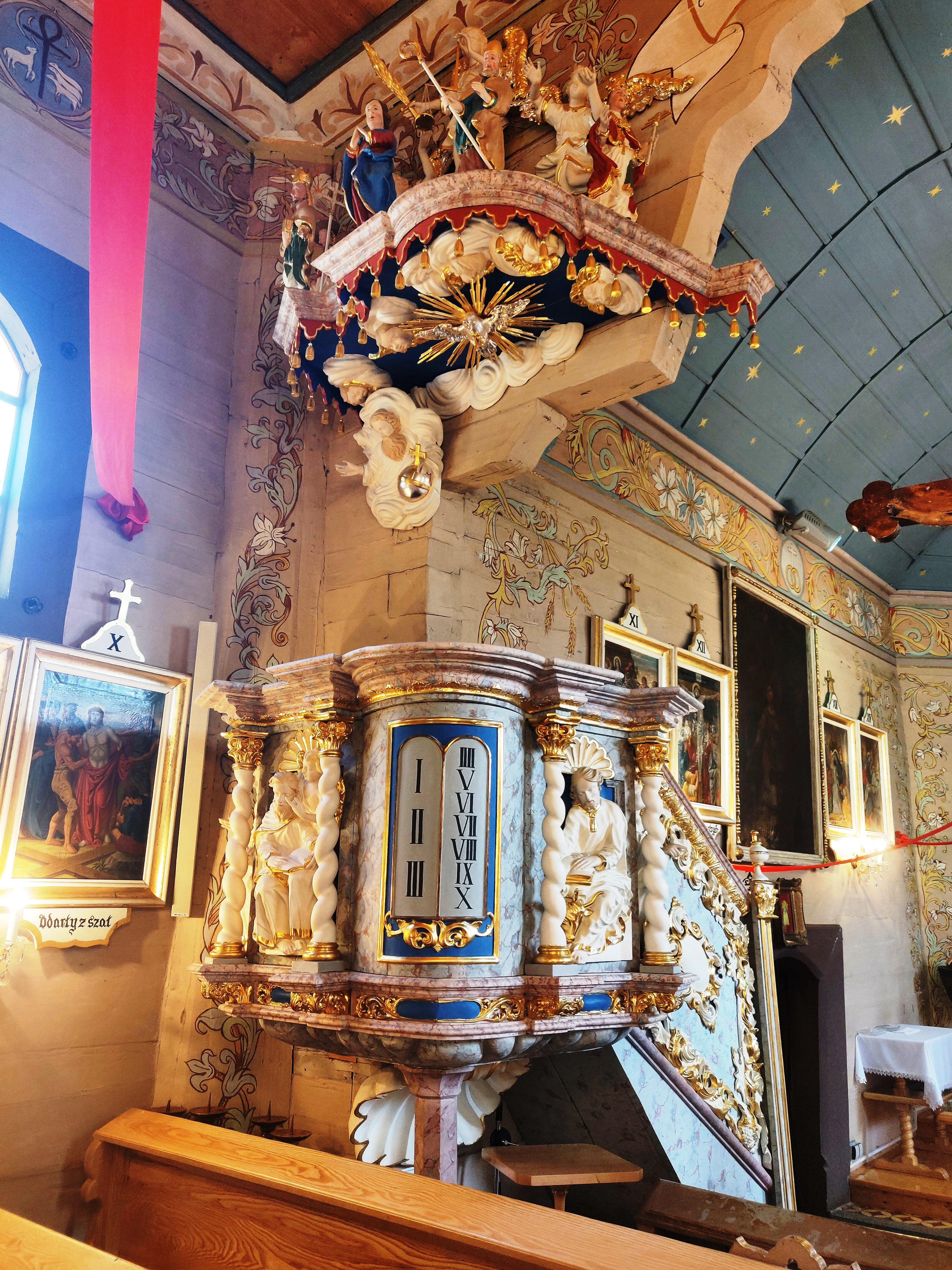
Kanzel
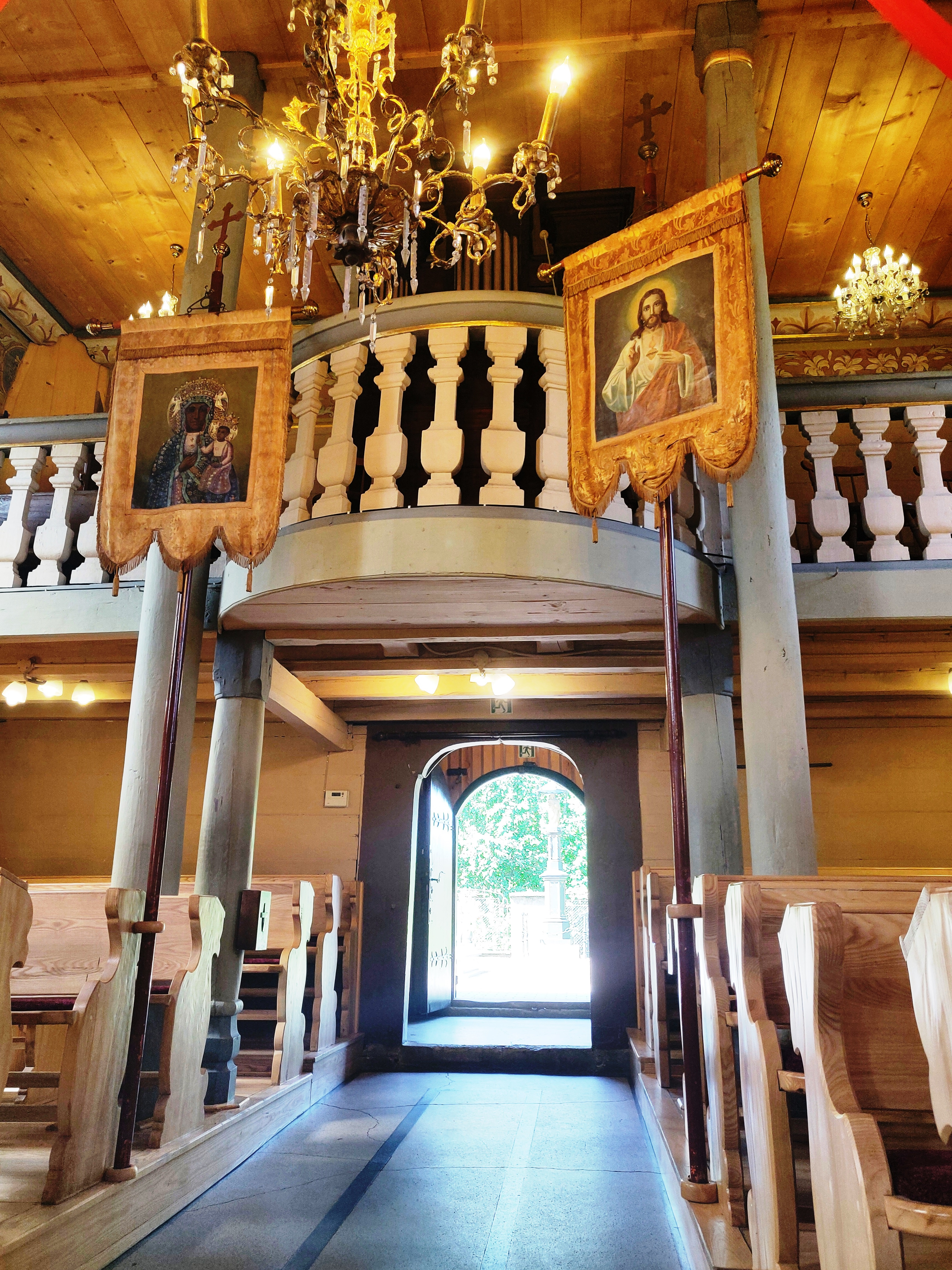
Orgelempore